# Adolph Diesterweg
Adolph Diesterweg (né le 29 octobre 1790 à Siegen et mort le 7 juillet 1866 à Berlin) est un pédagogue prussien.

## Biographie

### Études
À partir de mai 1808, il étudie des « disciplines philosophiques » au lycée d'Herborn (de) - en plus des études préparatoires philosophiques et philologiques habituelles, celles-ci comprennent la pédagogie, les mathématiques et l'histoire naturelle. Lorsque son frère Wilhelm (de) est à Mannheim, Adolph Diesterweg arrive à Heidelberg le 26 avril 1809. Il n'y étudie probablemement pas. Le 26 octobre 1809, il s'inscrit en mathématiques à l'université Eberhard-Charles de Tübingen. Il rejoint immédiatement la Landsmannschaft souabe (inférieure) - Corps Suevia I (inférieur), fondée en janvier 1807.

### Parcours professionnel et importance pour le système éducatif
Diesterweg est professeur au foyer et au lycée à Worms et Mannheim de 1811 à 1813, à Francfort-sur-le-Main de 1813 à 1818, puis deuxième directeur de l'école latine d'Elberfeld jusqu'en 1820, où il fait sa connaissance formatrice avec Johann Friedrich Wilberg (de). À partir de 1820, il est directeur de l'école normale de Moers, puis travaille à Berlin de 1832 à 1847. 
Il s'engage à améliorer les écoles primaires et préconise une meilleure éducation pédagogique et une meilleure reconnaissance sociale pour les enseignants du primaire. En tant que disciple de Johann Heinrich Pestalozzi et diffuseur de ses idées, il représente les opinions et l'activité personnelle comme des principes didactiques. Cependant, il donne à ces principes une tonalité politique à travers l’objectif qu’il se fixe de développer des citoyens mûrs et critiques. Pour Diesterweg, l’éducation populaire revêt le caractère d’une libération populaire. En termes de contenu, Diesterweg s'éloigne de la didactique visuelle axée sur l'histoire locale en appelant à une connaissance du monde élargie pour inclure des sujets astronomiques. En 1827, il fonde les  Rheinischen Blätter für Erziehung und Unterricht. Son Populäre Himmelskunde, publié en 1840, est réédité et révisé à plusieurs reprises.
Outre son travail pédagogique, Diesterweg s'implique également dans la politique sociale. En 1844, il fait d'importantes suggestions pour la fondation de l'association centrale pour le bien-être des classes ouvrières (de). Engagé en faveur du libéralisme, il s'oppose à la fois à une forte influence ecclésiale et politique sur l'éducation dans la politique scolaire. Il réclame une supervision scolaire pédagogique-technique (et non plus spirituelle) et une organisation scolaire uniforme, c'est-à-dire qu'il veut parvenir à une professionnalisation de la profession enseignante. Il se bat également pour l'autonomie relative de l'école par rapport aux pouvoirs sociaux. Il doit sa grande influence sur la profession enseignante de l'époque principalement à sa revue Rheinische Blätter für Erziehung und Unterricht, qu'il publie à partir de 1827, mais aussi à son Jahrbuch für Lehrer- und Schulfreunde de 1851.
Pour des raisons politiques, Diesterweg est démis de ses fonctions en 1850 et mis à la retraite. À partir de 1850, il rend visite à plusieurs reprises au célèbre éducateur Friedrich Fröbel jusqu'à sa mort en 1852 au petit château de Marienthal (de) près de Bad Liebenstein. De 1858 à 1866, Diesterweg combat en tant que député du Parti progressiste allemand à la Chambre des représentants de Prusse contre les règlements Raumer-Stiehl. À l'âge de 75 ans, il succombe au choléra.
Son plus jeune fils Moritz Diesterweg (de) fonde la maison d'édition Moritz-Diesterweg (de).

## Postérité
La première bourse d'études destinée aux familles en Allemagne s'appelle « Bourse Diesterweg pour les enfants et leurs parents ». Elle est lancée en 2008 par la Fondation de la Société Polytechnique (de) et réalisée[pas clair]mi-2016 à Francfort-sur-le-Main, Darmstadt, Dortmund, Duisburg, Hambourg, Hanovre, Kirn, Offenbach-sur-le-Main et Osnabrück. 

En 1816, Diesterweg est l'un des fondateurs de l'association citoyenne de Francfort, la Société Polytechnique (de)

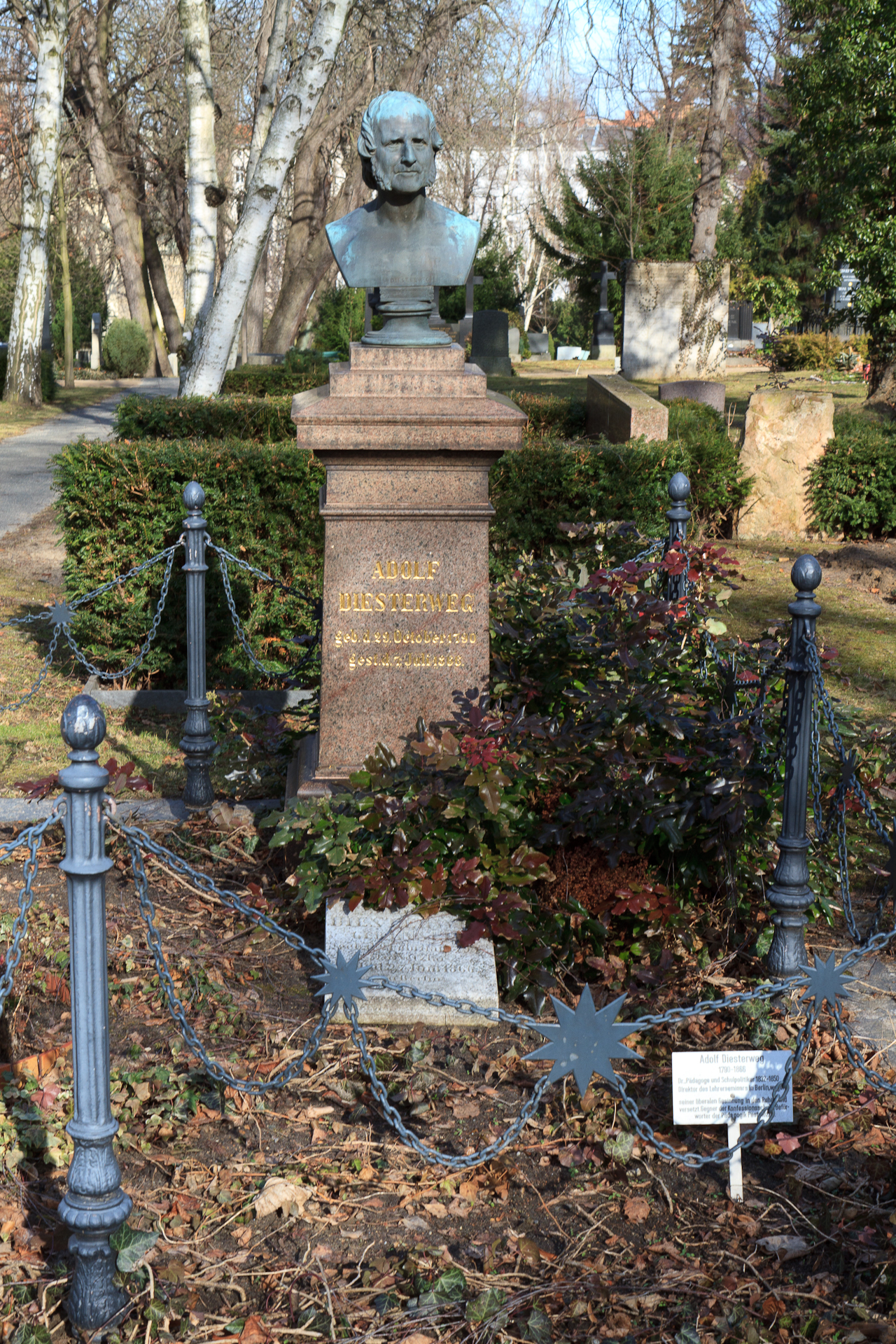
Tombe à Berlin-Schöneberg
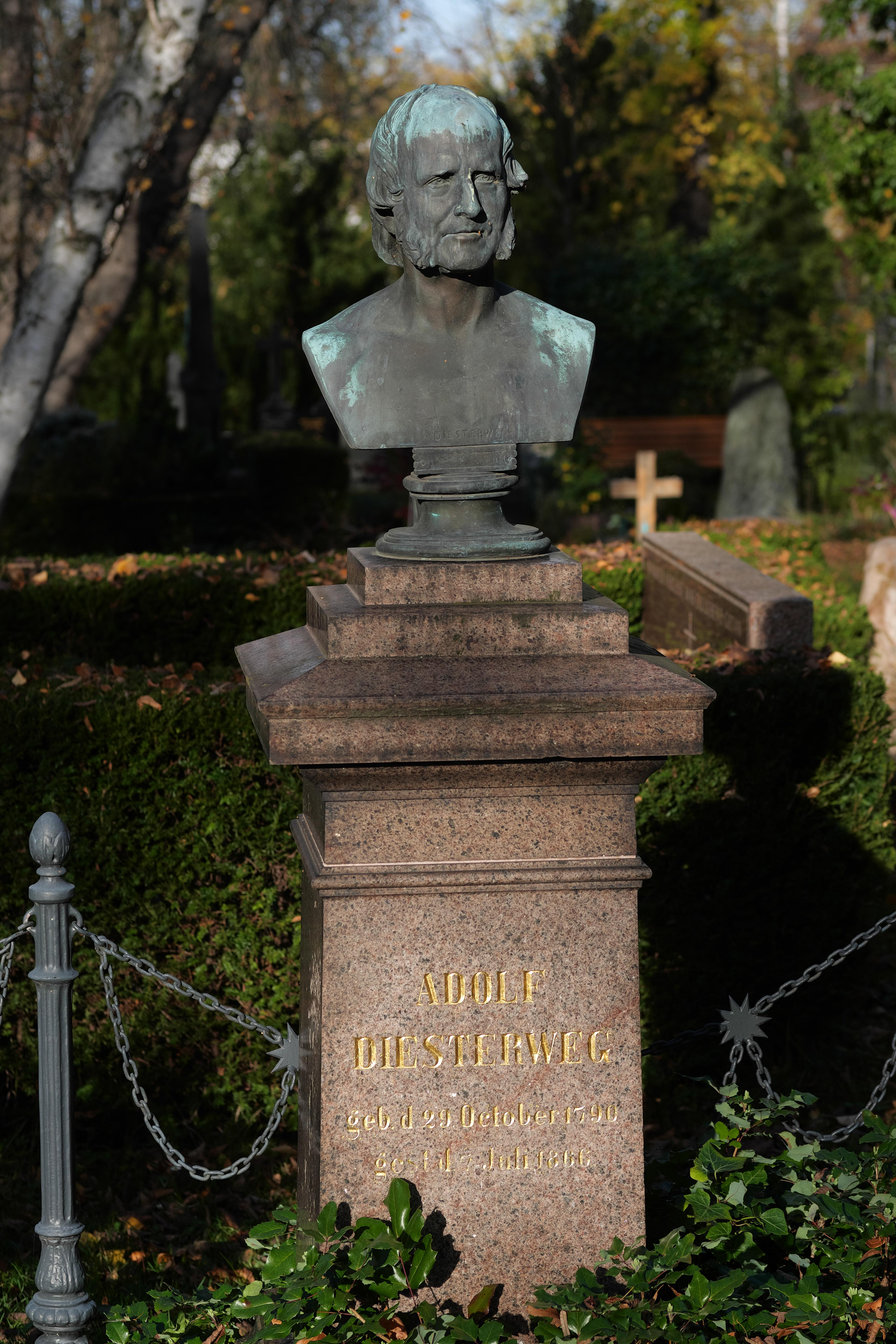
Stèle funéraire à l'ancien cimetière Saint-Matthieu à Berlin-Schöneberg
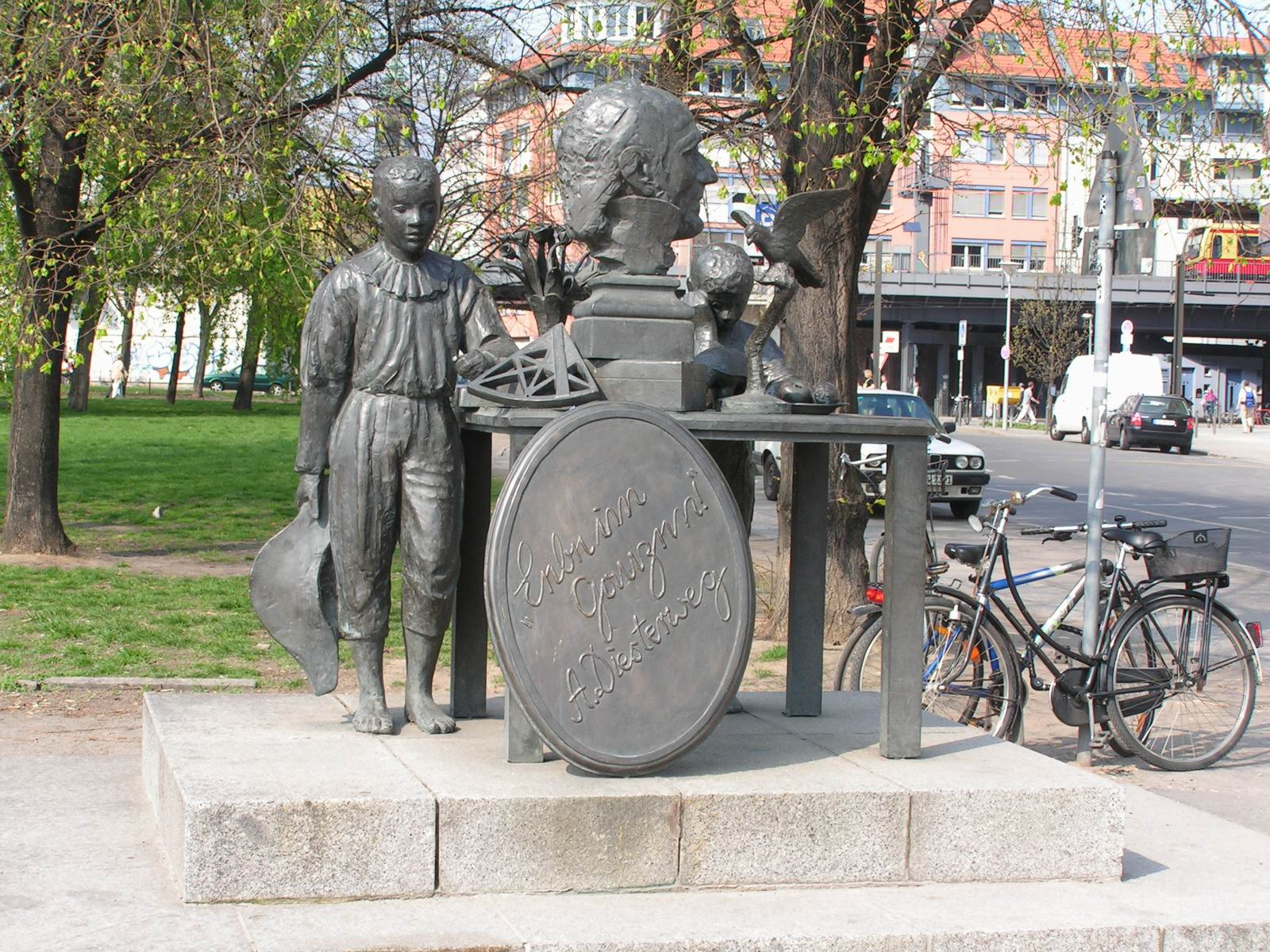
Monument sur la Burgstraße à Berlin-Mitte
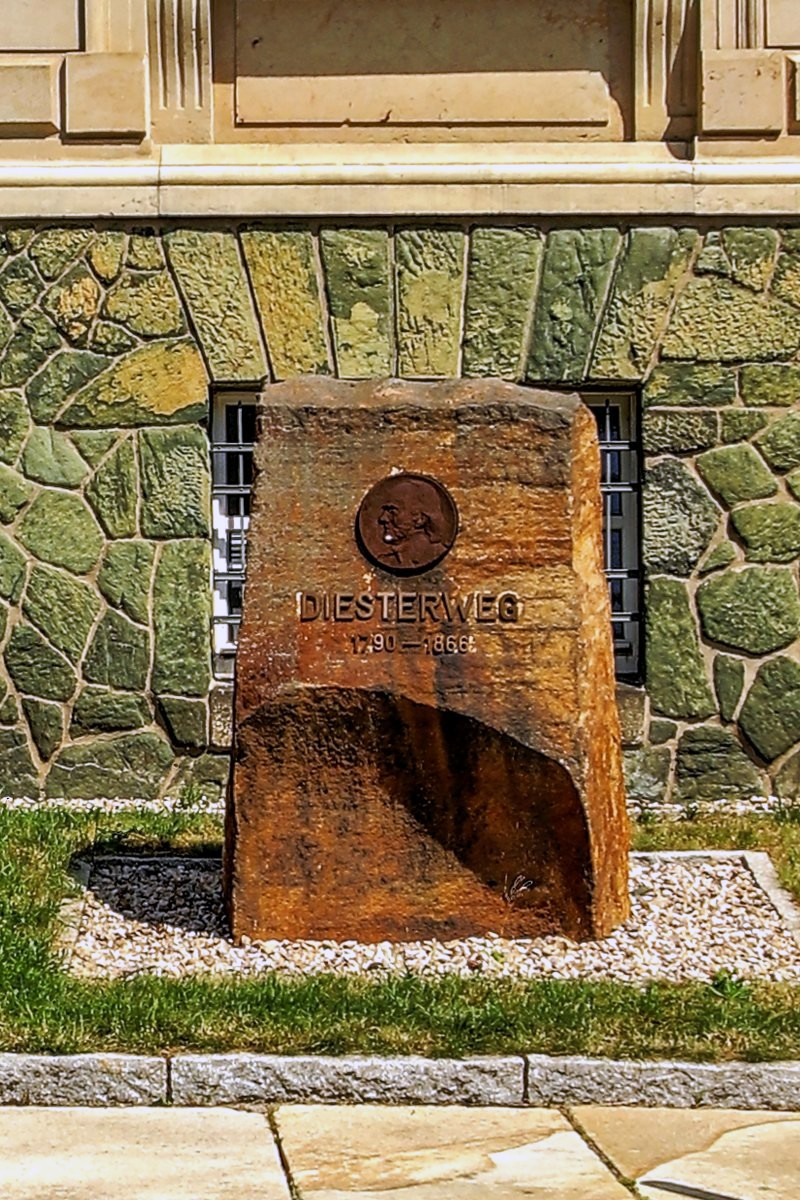
Pierre commémorative devant l'école Diesterweg à Geringswalde
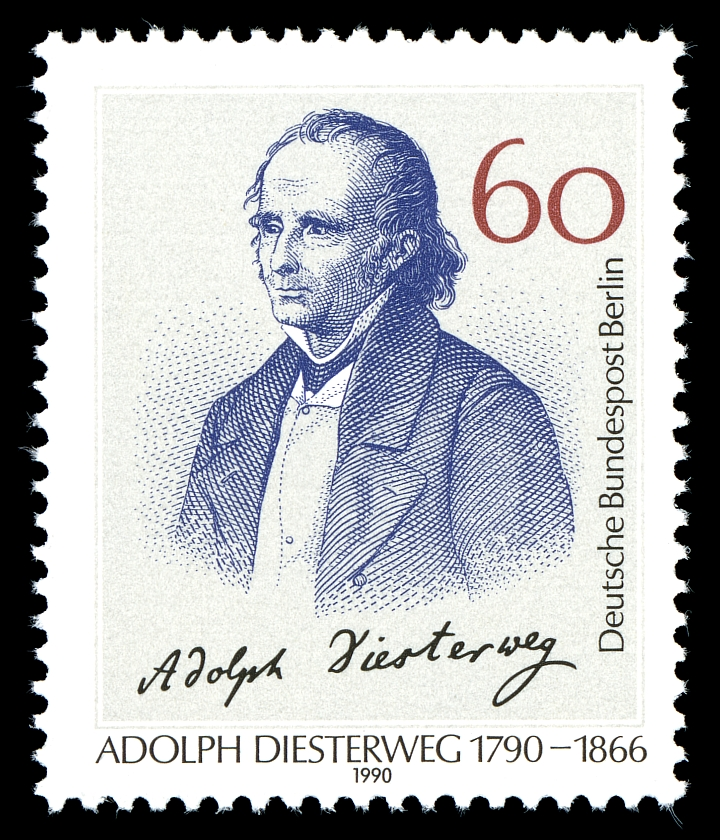
Deutsche Bundespost Berlin 1990

## Publications
(octobre 2024).
Diesterweg écrit 50 livres et publié 400 traités. Il écrit un certain nombre de critiques et oriente ses publications vers la responsabilité personnelle, la critique et la pensée cosmopolite.
- Praktisches Rechenbuch für Elementar- und höhere Bürger-Schulen. Elberfeld, Büschler 1828 (Digitalisierte Ausgabe der Universitäts- und Landesbibliothek Düsseldorf)
  - 1. Übungsbuch, 13e édition, 1841.
  - 1. Übungsbuch, 12e édition, 1839.
  - 2. Übungsbuch, 6e édition, 1840.
  - 3. Übungsbuch, 1828.
- Über das Verderben auf den deutschen Universitäten. Bädeker, Essen 1836. (Digitalisat und Volltext im Deutschen Textarchiv)
- Ausgewählte Schriften. 4 Volumes. dir. E. Langenberg. 1876–1878, 2. Auflage (1890–1891) (Digitalisat)
- Schriften und Reden in 2 Bänden. dir. Heinrich Deiters (de). Berlin 1950.
- Volksbildung als allgemeine Menschenbildung. Ausgewählte bildungspolitische, sozialpolitische und pädagogische Schriften und Reden in zwei Bänden. Eingeleitet, ausgewählt und erläutert von Gert Geißler (de) et Karl-Heinz Günther (de). DDR-Ausgabe: Mit einem Geleitwort von Gerhart Neuner (de). Volk und Wissen Volkseigener Verlag, Berlin-Ost 1989. BRD-Ausgabe: Mit einem Geleitwort von Bruno H. Reifenrath (de). Verlag Moritz Diesterweg, Francfort-sur-le-Main 1989.
- Wegweiser zur Bildung für deutsche Lehrer. Bearbeitet und herausgegeben von F. A. W. Diesterweg. 4. Auflage. Bädeker, Essen 1850–1851.
  - Erster Band 1850 in der Google-Buchsuche
  - Zweiter Band 1851 in der Google-Buchsuche
  - 6. Auflage: Als Jubiläumsausgabe zu Diesterwegs hundertjährigem Geburtstag am 29. Oktober 1890 bearbeitet und herausgegeben von Karl Richter (de). Mit dem Bildnis Diesterwegs in Kupferstich. Diesterweg, Francfort-sur-le-Main 1890.
    - Volume 1, Das Allgemeine in der Google-Buchsuche-USA = disponible sur Internet Archive

- Friedrich Adolph Wilhelm Diesterweg: Sämtliche Werke. Abteilung 1: Zeitschriftenbeiträge.
  - Volume 1: Aus den "Rheinischen Blättern für Erziehung und Unterricht" von 1827 bis 1829. Volk und Wissen, Berlin 1956
  - Volume 2: Aus den "Rheinischen Blättern für Erziehung und Unterricht" von 1830 bis 1832. Volk und Wissen, Berlin 1957
  - Volume 3: Aus den "Rheinischen Blättern für Erziehung und Unterricht" von 1833 bis 1835. Volk und Wissen, Berlin 1959
  - Volume 4: Aus den "Rheinischen Blättern für Erziehung und Unterricht" von 1836 bis 1839. Volk und Wissen, Berlin 1961
  - Volume 5: Aus den "Rheinischen Blättern für Erziehung und Unterricht" von 1840 bis 1842. Volk und Wissen, Berlin 1961
  - Volume 6: Aus den "Rheinischen Blättern für Erziehung und Unterricht" von 1843 bis 1845. Volk und Wissen, Berlin 1963
  - Volume 7: Aus den "Rheinischen Blättern für Erziehung und Unterricht" von 1846 bis 1848. Volk und Wissen, Berlin 1964
  - Volume 8: Aus den "Rheinischen Blättern für Erziehung und Unterricht" von 1849 bis 1850. Volk und Wissen, Berlin 1965
  - Volume 9: Aus den "Rheinischen Blättern für Erziehung und Unterricht" 1851; Aus dem "Jahrbuch für Lehrer und Schulfreunde" 1851 und 1852. Volk und Wissen, Berlin 1967
  - Volume 10: Aus den "Rheinischen Blättern für Erziehung und Unterricht" 1852 und 1853; Aus dem "Jahrbuch für Lehrer und Schulfreunde" 1853. Volk und Wissen, Berlin 1969
  - Volume 11: Aus den "Rheinischen Blättern für Erziehung und Unterricht" 1854; Aus dem "Jahrbuch für Lehrer und Schulfreunde" 1854 und 1855. Volk und Wissen, Berlin 1972
  - Volume 12: Aus den "Rheinischen Blättern für Erziehung und Unterricht" 1856 und 1857; Aus dem "Pädagogischen Jahrbuch für Lehrer und Schulfreunde" 1856 und 1857. Volk und Wissen, Berlin 1974
  - Volume 13: Aus den "Rheinischen Blättern für Erziehung und Unterricht" 1857 und 1858; Aus dem "Pädagogischen Jahrbuch für Lehrer und Schulfreunde" 1858 und 1859. Volk und Wissen, Berlin 1976
  - Volume 14: Aus den "Rheinischen Blättern für Erziehung und Unterricht" 1859 und 1860; Aus dem "Pädagogischen Jahrbuch für Lehrer und Schulfreunde" 1860 und 1861. Volk und Wissen, Berlin 1979
  - Volume 15: Aus den "Rheinischen Blättern für Erziehung und Unterricht" 1861 und 1862; Aus dem "Pädagogischen Jahrbuch für Lehrer und Schulfreunde" 1862 und 1863; Aus dem preussischen Abgeordnetenhaus 1859 bis 1863. Volk und Wissen, Berlin 1984
  - Volume 16: Aus den "Rheinischen Blättern für Erziehung und Unterricht" 1863 und 1864; Aus dem "Jahrbuch für Lehrer und Schulfreunde" 1864 und 1865; Aus dem preussischen Abgeordnetenhause 1863/1864. Volk und Wissen, Berlin 1987,  (ISBN 3-06-212616-7)
  - Volume 17: Aus den "Rheinischen Blättern für Erziehung und Unterricht" 1865 und 1866; Aus dem "Jahrbuch für Lehrer und Schulfreunde" 1866; Aus dem preussischen Abgeordnetenhause 1865/1866. Volk und Wissen, Berlin 1990,  (ISBN 3-06-212617-5)
- Friedrich Adolph Wilhelm Diesterweg: Sämtliche Werke. Abteilung 2: Verstreute Beiträge und selbständige Schriften.
  - Volume 18: Verstreute Beiträge, Schulreden und aus den Nachlaß veröffentlichte Aufsätze. Luchterhand, Neuwied [u. a.] 1998,  (ISBN 3-472-00875-X)
  - Volume 19: Texte aus den Jahren 1817 bis 1838. Luchterhand, Neuwied [u. a.] 1999,  (ISBN 3-472-00876-8)
  - Volume 20: Texte aus den Jahren 1842 bis 1857. Luchterhand, Neuwied [u. a.] 2000,  (ISBN 3-472-00877-6)
  - Volume 21 [noch nicht erschienen: Wegweiser für die Bildung deutscher Lehrer][9]
  - Volume 22 [noch nicht erschienen: Wegweiser für die Bildung deutscher Lehrer][9]
  - Volume 23: Briefe, amtliche Schreiben und Lebensdokumente aus den Jahren 1810 bis 1832. Luchterhand, Neuwied [u. a.] 2003,  (ISBN 3-472-00880-6)
  - Volume 24: Briefe, amtliche Schreiben und Lebensdokumente aus den Jahren 1832 bis 1847. Akademie Verlag, Berlin 2014,  (ISBN 978-3-05-005682-1)
  - Volume 25 [noch nicht erschienen: Briefe, amtliche Schreiben und Lebensdokumente][9]
  - Volume 26 [noch nicht erschienen: Register][9]